# Esterházy strandfürdő
Az Esterházy strandfürdő Pápa első nyilvános strandfürdője volt, melyet gróf Esterházy Tamás (1901–1964), a Pápa-ugodi uradalom birtokosa építtetett 1930-ban. Több mint hetven év üzemelés után, 2003-ban a létesítmény végleg bezárt, ugyanakkor a városban új, korszerű strand- és termálfürdő nyílt. Az egykori Esterházy-fürdő területe viszont több mint húsz éve elhanyagoltan áll, építményei omladoznak. Az értékes ingatlan jövője bizonytalan (2025-ben).

## Helye
A fürdő a város Erzsébet ligetében, közvetlenül az egykori ún. Tízes-malom mellett, a Szent István út mentén terül el. A romos bejárati épület közelében évek óta tábla hirdeti, hogy az ingatlan eladó.

## Története

### Megnyitása és első évei

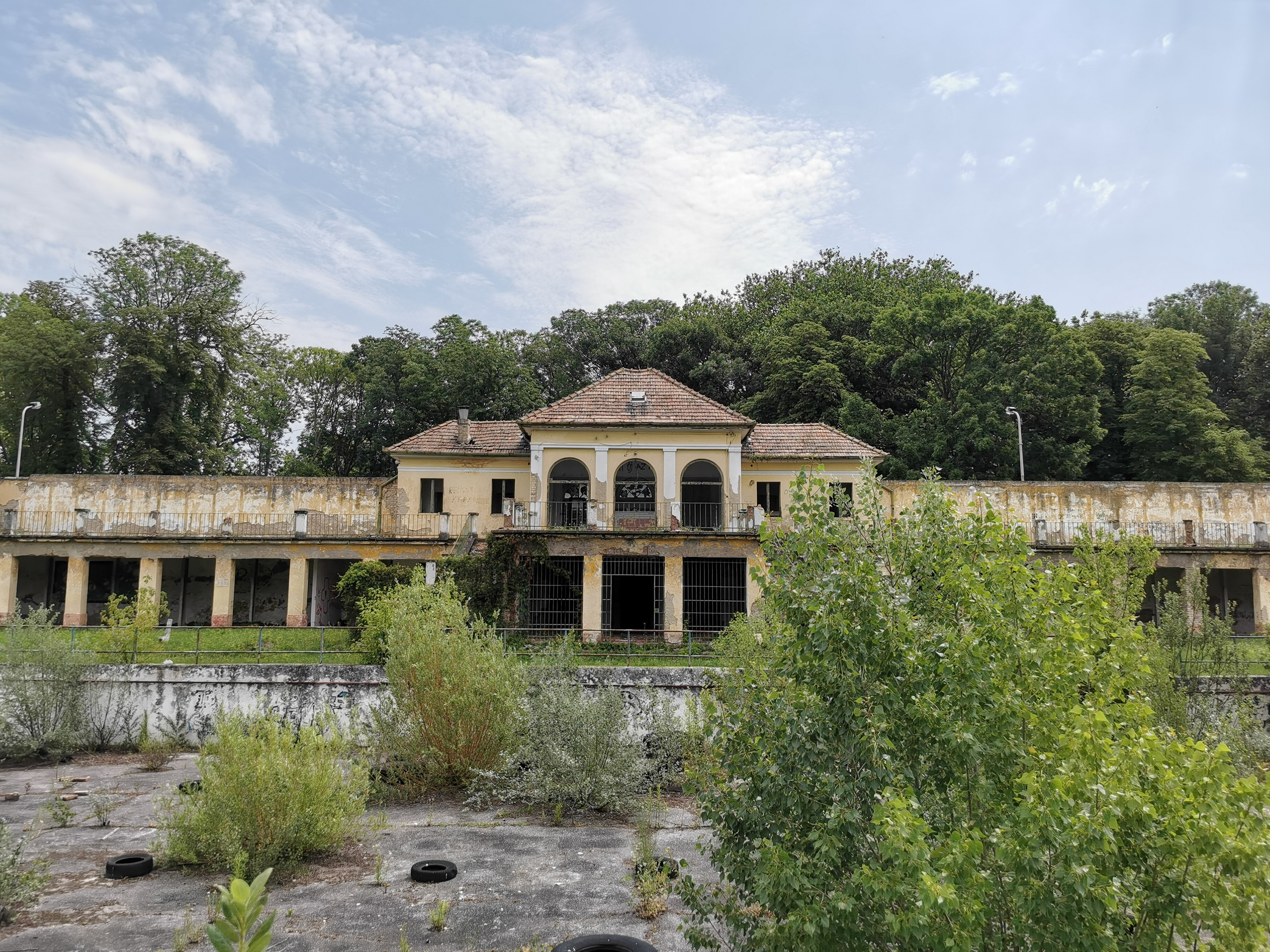
Az egykori medence és fürdőépület (2020)

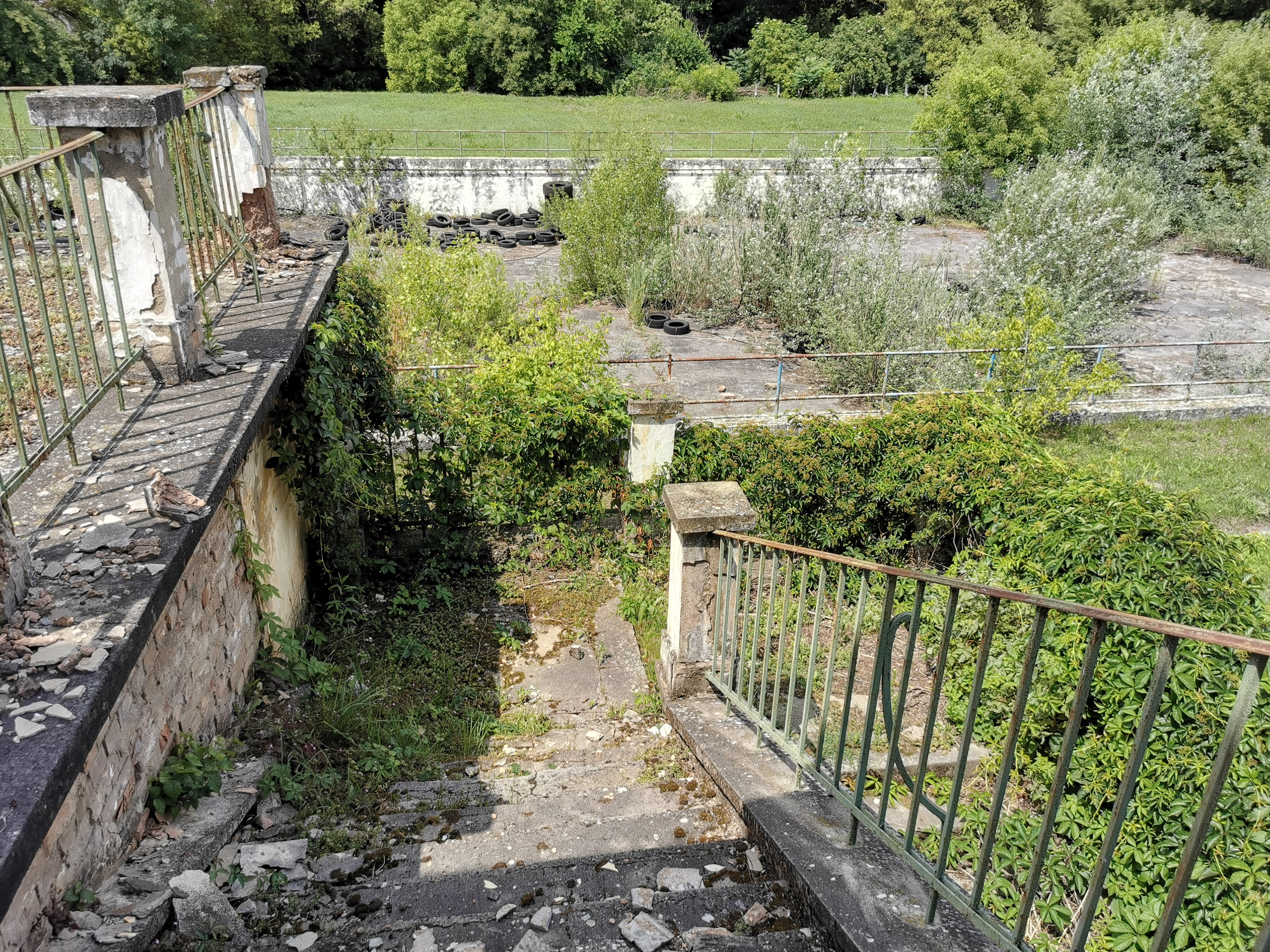
Az egykori strand egy részlete (2020)

Sok online forrás állításával ellentétben a strandfürdőt nem 1932-ben nyitották meg először, hanem 1930-ban. A Pápai Hírlap 1930. május 31-én rövid hírt adott az építkezés bokrétaünnepéről, a két héttel későbbi 24. szám első oldalán pedig már öles betűkkel hirdette: MEGNYÍLT AZ USZODA!
A lap külön cikkben tudósított az 1930. június 15-i sajtóbemutatóról, ahol jelen voltak többek között az MTI és Győr újságjainak és az Esterházy uradalomnak mint házigazdának a képviselői. A vendégeket a tervező, Fa Sándor építőmester tájékoztatta a részletekről. Eszerint: a 3000 m ³-es medence 82 m hosszú, 25 m széles és egy 2 méter széles betonhíddal van kettéosztva. A kisebbik rész 30 m hosszú és 40-120 cm mély, a nagyobbik része 50 m hosszú és 150-205 cm mély. A létesítményt a Tapolca-patak megszűrt vize táplálta, a víz állandóan cirkulált és a vízelvezetőn szintén a patakba folyt vissza. A hét hold területű fürdőhöz 54 egyes és 64 közös kabin, alsó és felső napozóterasz épült, a medencét két holdon finom homok vette körül. 
A sajtóbemutatón a polgármester köszönetét fejezte ki Esterházy Tamás grófnak az áldozatkészségéért és báró Neuenstein Ferdinánd jószágkormányzónak, akitől a fürdőépítés gondolata származott. Az eseményt „próbafürdéssel” fejezték be a 22 fokos vízben. A strandfürdőt 1930. június 22-én, vasárnap nyitották meg a nagyközönség számára, ekkor 786-an váltottak fürdőjegyet.
A lap 1931. május 23-i számában az uradalmi igazgatóság hírül adta, hogy a „fürdő-üzemet” megnyitják, a „fürdőrend változatlan”; június 13-án pedig reklámja jelent meg: Napsugár, levegő, élet – a pápaí Esterházy-strandon.
1932 júliusában a Pápa és Vidéke című lap azok kérését közölte, akik közös fürdőbe nem járnak: „Mint tavaly, úgy az idén is” sokan kérték, hogy a strandfürdő „legalább egy héten egyszer tisztán a férfiak, illetve a nők számára álljon rendelkezésre,” a 29. számban pedig azokról tett említést, „akik késő délutáni órákban jönnek ki a gyárakból, akiknek anyagi tehetségük nincs, hogy az Esterházy-strandot keressék fel…” Az 1933. májusi fürdőnyitási hirdetményen már nem egyszerűen az uradalmi igazgatóság, hanem A pápai Esterházy Strandfürdő Rt. neve szerepel.
1944. július 2-án, a pápai gettó kiürítésekor a férfiakat a műtrágyagyár telepére vitték,
a zsidó nőket pedig előbb a strandra, egy külön motozásra. „A strand lett az a hely, ahol a gettó és az állomás között testüregi motozás alá vetették a deportálandó nőket.”

### A 20. század második felében
A világháború idején a fürdőt nem érte bombatámadás, és a helyreállítást követő években még sokáig a Tapolca-patak vizével látták el. A bakonyi bauxitbányászat fejlesztésével azonban a vízhozam csökkenni kezdett, később a Tapolca teljesen elapadt. 1962-ben egy városi fúrásból 32,5 C°-os víz tört fel, és ez lehetővé tette, hogy a strandon a patak vizét a termálkút vizével váltsák fel. 
Később a területet bővítették, az 1970-es években füvesítették, a két medencerészt elválasztó hidat az 1980-as években megszüntették, és egyes épületrészeket le kellett bontani a romló állaguk miatt. Az építkezéshez eredetileg bauxitbetont használtak, ami idővel komoly statikai problémákhoz vezetett. A napozóteraszt az 1990-es években teljesen lezárták, mert balesetveszélyes lett, a strandfürdő „az utolsó éveiben már szó szerint haldoklott.” Végül az új strand- és termálfürdő elkészültével, 2003. augusztus 7-én (vagy július 29-én) végleg bezárták.

### A fedett uszoda

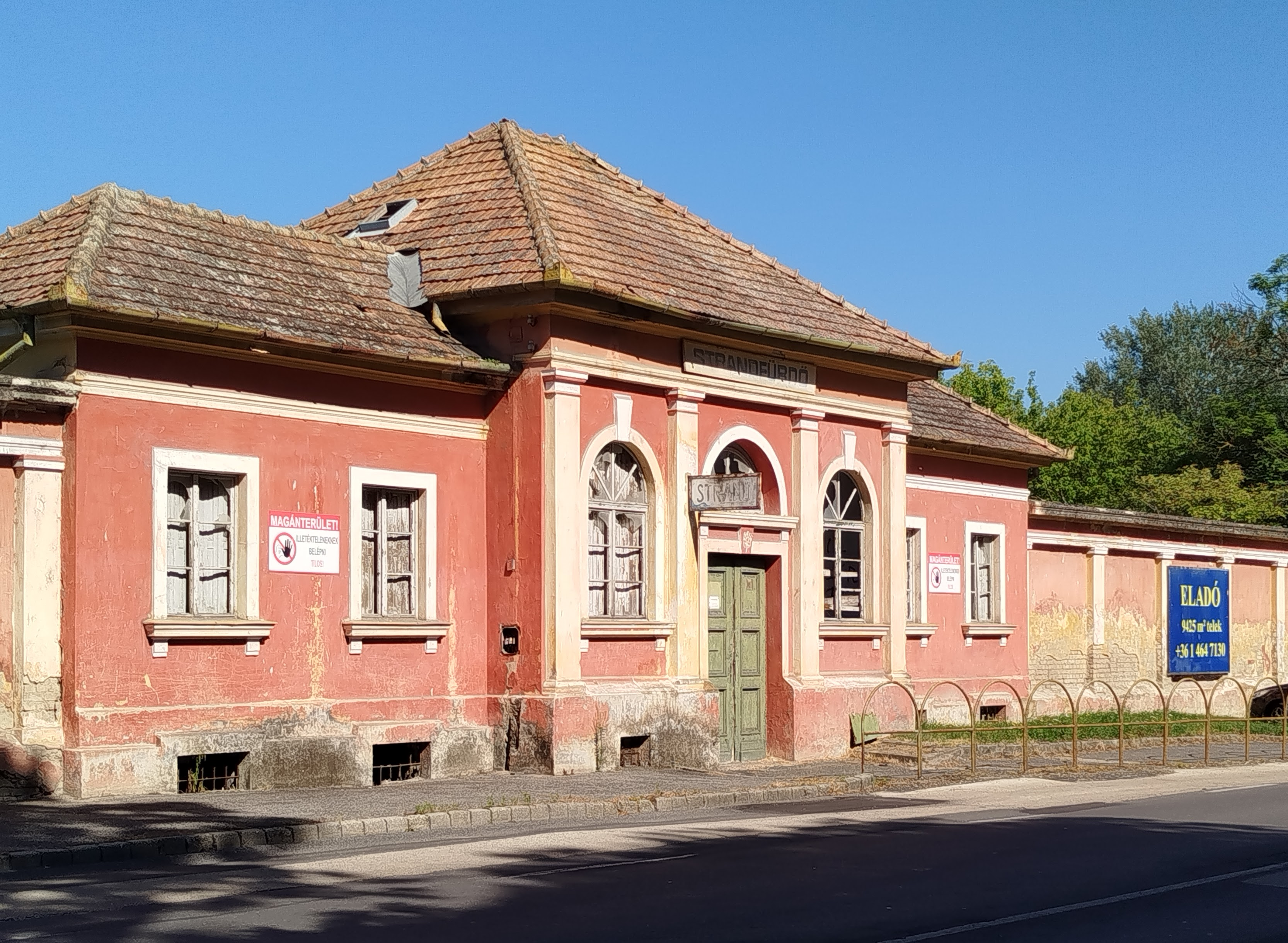
A Szent István úti épület 2025-ben

A strandfürdőtől függetlenül egy fedett uszoda is épült Pápán az 1970-es és 1980-as években. Az első építmény nem jól sikerült, a munkát félbehagyták, végül az elkészült vasbeton tartószerkezet összeomlott. Kissé arrébb mégis felépítették az uszodát és 1981-ben nyitották meg. Ez is csak az új termálfürdő megnyitásáig állt fenn, azóta lebontották.

## 21. század
Rögtön a bezárás után a 2001-ben alapított Pápai Termálvízhasznosító Zrt.-től, – melynek tulajdonosa Pápa Város Önkormányzata és a Magyar Állam –, a létesítményt megvásárolta a Paprét Ingatlanforgalmazó Kft. 2016 elején az ingatlan már a budapesti székhelyű W-Go 2004 Kft. tulajdonában volt. Az épületen sok éven át bevásárlóközpont építését hirdette egy tábla, később az ingatlant árulni kezdték. Bár Áldozó Tamás polgármester programjának egyik pontja volt 2019-ben „a régi strand visszavásárlása és a helyén vizes látványtár kialakítása,”  ez 2025 nyaráig nem történt meg. Akkor, az Esterházy-kastélyban lévő múzeum kiállításán idézte fel Simon Zsolt történész a strandfürdő történetét.